# پولینو مونسالبه
پولینو مونسالبه (اسپانیایی: Paulino Monsalve‎؛ زادهٔ ۳۰ اکتبر ۱۹۵۸) بازیکن هاکی روی چمن اهل اسپانیا بود.